# 秦成公
秦成公（？—前660年），嬴姓，春秋时期秦国君主。秦德公次子，秦宣公之弟、秦穆公之兄，在位4年。

## 生平
前664年，秦宣公去世，其弟秦成公继位。
前663年，梁伯、芮伯前来朝见。
前660年，秦成公去世，葬于阳。秦成公有七个儿子，都没有被立为太子。秦德公少子、秦成公之弟秦穆公继位。